# Малая Почтовая улица
Ма́лая Почто́вая у́лица — улица в центре Москвы в Басманном районе, в Немецкой слободе, между Лефортовской площадью и Большой Почтовой улицей.

## История
Изначально Хапиловская улица по реке Хапиловка, затем вошла в состав новообразованной Почтовой улицы — по почтовому двору, находившемуся здесь с XVIII века. Почтовая улица в 1924 году была разделена на Большую и Малую Почтовые. В усадьбе на месте нынешнего дома №4 в 1799 году родился А.С.Пушкин. В 2014 году по улице прошел маршрут мемориальной Пушкинской Велоночи.

## Описание

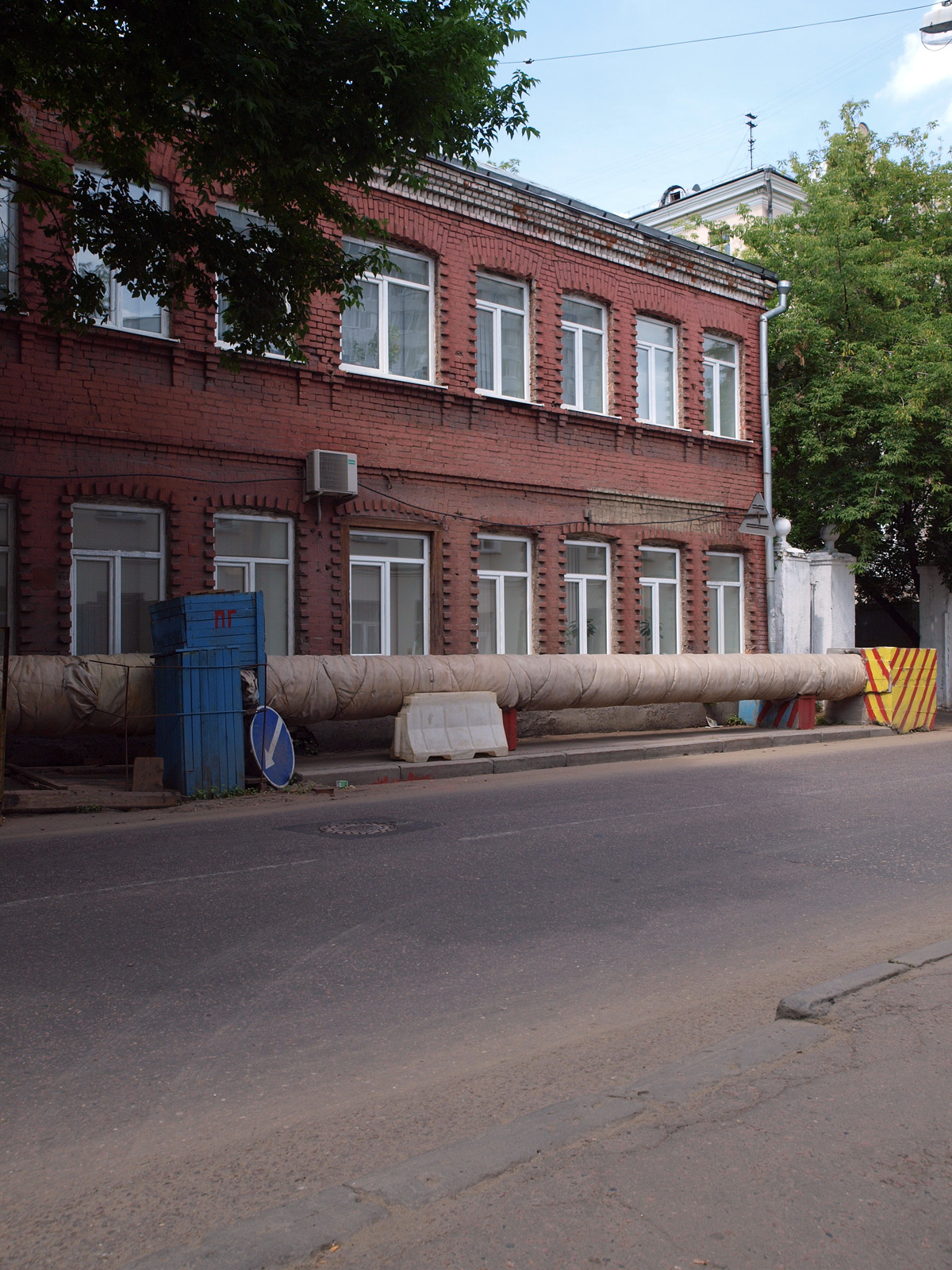
Малая Почтовая улица.

Малая Почтовая улица начинается от Лефортовской площади и, образуя стрелку с Волховским переулком, проходит на северо-восток, а затем на север, справа к ней примыкает западное крыло Госпитального переулка, пересекает Ладожскую улицу, затем проходит над тоннелем Третьего транспортного кольца, над которым справа к ней примыкает северное основное крыло Госпитального переулка, сразу за кольцом слева на улицу выходит Малый Гавриков переулок, за которым она переходит в Большую Почтовую.

## Здания и сооружения
По нечётной стороне:
По чётной стороне:
В 2008 года завершена реконструкция бизнес-центра, расположенного на пересечении двух улиц: Малая Почтовая 2/2 и Госпитального переулка. Бизнес комплекс состоит из нескольких корпусов. Первый корпус имеет П - образную форму и образован тремя секциями по два этажа. На первом этаже комплекса размещается парикмахерская, кафе и рестораны, магазины, офисы и многое другое. Второй корпус предназначен для офисов и складов.

## Транспорт
- По улице проходят автобусы 78, 440.
- До 1986 года по Малой Почтовой улице проходила трамвайная линия (маршруты 43 и 50), которую предполагалось ликвидировать на время строительства Третьего транспортного кольца. Однако вплоть до сегодняшнего дня движение какого-либо общественного транспорта здесь отсутствует. Власти Москвы неоднократно заявляли о планах восстановления трамвайного движения по маршруту от станции метро «Бауманская» до Госпитальной площади[2][3]. Реализация проекта должна была начаться в 2013-2014 гг.[4]

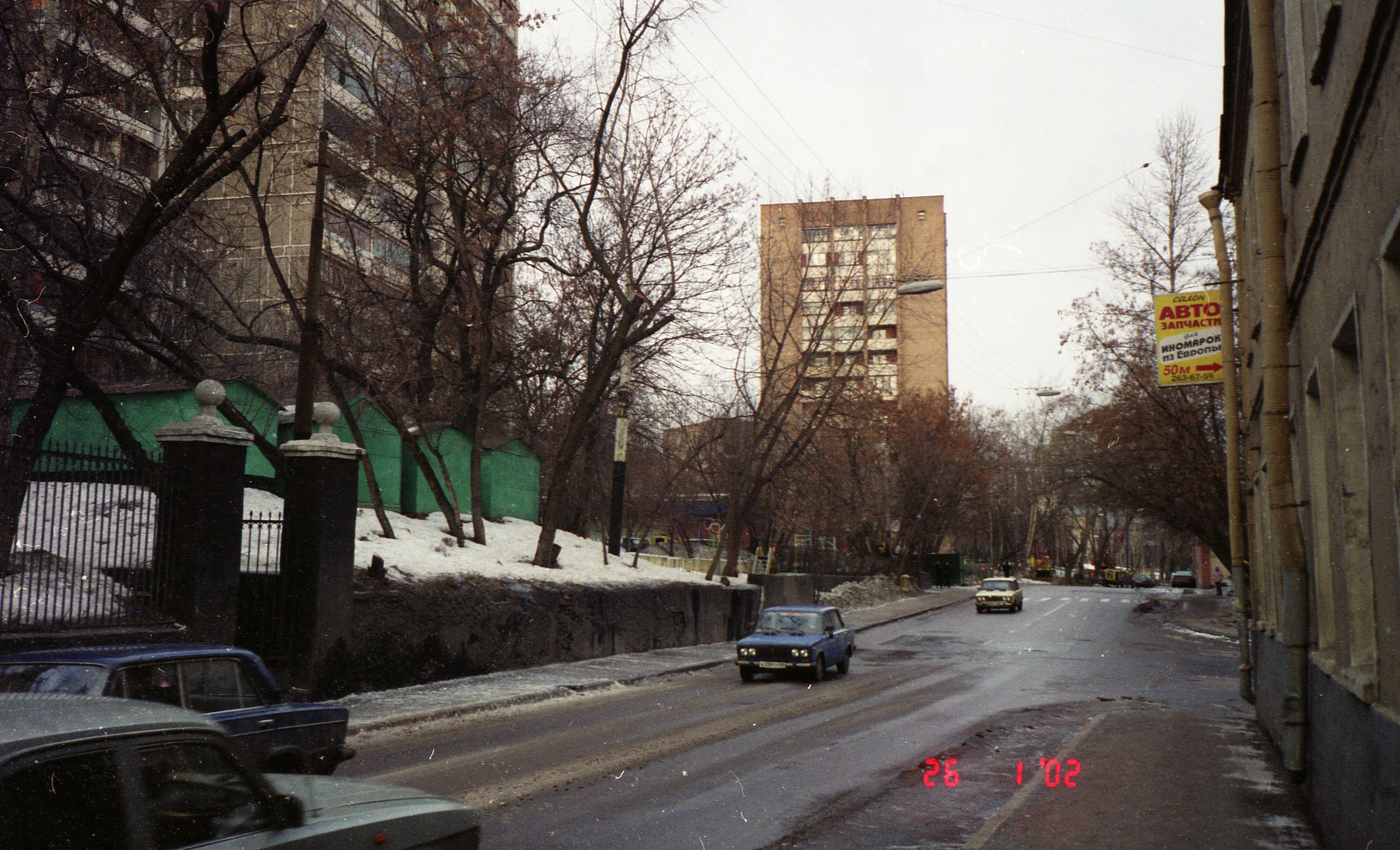
Место где по Малой Почтовой улице проходил трамвай, и слева остался трамвайный столб (2002)